# Cocktails (альбом)
Cocktails — шостий студійний альбом американського репера Too Short, виданий 24 січня 1995 р. лейблом Jive Records. У записі платівки взяли участь Ент Бенкс, Тупак Шакур, The Dangerous Crew та ін.
DJ Screw використав біт пісні «Cocktales» для фрістайлу Lil Keke «Pimp tha Pen». Альбом дебютував на 6-ій сходинці чарту Billboard 200 з результатом у 101 тис. проданих копій за перший тиждень. RIAA надала платівці платиновий статус.

## Список пісень
| #   | Назва                                                 | Тривалість |
| --- | ----------------------------------------------------- | ---------- |
| 1.  | «Ain't Nothing Like Pimpin'»                          | 6:46       |
| 2.  | «Cocktales»                                           | 6:06       |
| 3.  | «Can I Get a Bitch» (з участю Ant Banks)              | 5:12       |
| 4.  | «Coming Up $hort»                                     | 5:42       |
| 5.  | «Thangs Change» (з участю Mr. Malik, Jamal та Baby D) | 6:07       |
| 6.  | «Paystyle»                                            | 5:44       |
| 7.  | «Giving Up the Funk» (з участю The Dangerous Crew)    | 5:14       |
| 8.  | «Top Down»                                            | 5:07       |
| 9.  | «We Do This» (з участю 2Pac, MC Breed та Father Dom)  | 5:52       |
| 10. | «Game» (з участю Old School Freddy B)                 | 5:16       |
| 11. | «Sample the Funk»                                     | 6:54       |
| 12. | «Don't Fuck for Free»                                 | 3:35       |

## Семпли
- «Giving Up the Funk»
  - «Disco to Go» The Brides of Funkenstein
- «Paystyle»
  - «Behind the Wall of Sleep» Black Sabbath
- «Sample the Funk»
  - «Funky Worm» Ohio Players

## Чартові позиції

### Альбому
| Чарт                      | Найвища позиція |
| ------------------------- | --------------- |
| US Billboard 200          | 6               |
| US Top R&B/Hip-Hop Albums | 1               |

### Синглів
«Cocktails»
| Чарт                                | Найвища позиція |
| ----------------------------------- | --------------- |
| US Billboard Hot 100                | 69              |
| US Hot Rap Singles                  | 3               |
| US Hot R&B/Hip-Hop Singles & Tracks | 43              |

«Paystyle»
| Чарт               | Найвища позиція |
| ------------------ | --------------- |
| US Hot Rap Singles | 29              |